# روبرت دبليو. هانسن
روبرت دبليو. هانسن (بالإنجليزية: Robert W. Hansen)‏ هو محامي وقاضي وسياسي أمريكي، ولد في 29 أبريل 1911، وتوفي في 9 يونيو 1997.